# Християнсько-демократичний союз (НДР)
Християнсько-демократичний союз (нім. Christlich-Demokratische Union Deutschlands, CDU) — консервативна партія в Східній Німеччині у 1945-1990 роках.

## Історія
Заснований 26 червня 1945 року. В 1950-1990 роках виступав в блоці з СЄПН, ЛДПН і рядом інших партій і громадських організацій (Національний фронт НДР), входив в уряд керований СЄПН. Геральд Геттінген, очолював ХДС у 1946-1989 роках, був головою Народної палати НДР у 1969-1976 роках.
Після падіння Берлінської стіни ХДС підтримав процес демократизації. У листопаді 1989 року Геральд Геттінген пішов у відставку з усіх посад. Головою партії був обраний Лотар де Мезьєр. 5 грудня 1989 року ХДС вийшов з Національного фронту. Увійшов в «Альянс за Німеччину» разом з «Демократичним проривом» і Німецьким соціальним союзом. На виборах 1990 року виступав самостійно, отримав більшість (40,8 % голосів) і сформував коаліційний уряд на чолі з головою ХДС Лотаром де Мезьером. Член ХДС Сабіна Бергман-Поль 5 квітня 1990 року була обрана головою Народної палати НДР, і оскільки Державна рада НДР була ліквідована, очолила НДР.
В кінці 1990 року ХДС НДР і «Демократичний прорив» об'єдналися з західнонімецьким ХДС.

## Організаційна структура
ХДС складалася з окружних організацій (bezirksorganisation), окружні організації з районних організацій (kreisorganisation), районні організації з первинних організацій (grundorganisation).
Вищий орган — з'їзд (parteitag), між з'їздами — головне правління (hauptvorstand), між його засіданнями — президія головного правління (praesidium des hauptvorstandes) і секретаріат головного правління (sekretariat des hauptvorstandes), вища посадова особа — партійний голова (parteivorsitzender), вищий ревізійний орган — центральна ревізійна комісія (zentrale revisionskommission).
Навчальні заклади
Мала партійні навчальні заклади — Центральна партійна школа і окружні партійні школи.
Партійні видання
- «Новий час» (Neue Zeit з видавництва Union Verlag) (загальнонімецька)
- «Союз» (Die Union) (Саксонія, пізніше округу Дрезден, Лейпциг, Карл-Маркс-Штадт)
- «Новий шлях» (Der Neue Weg) (Саксонія-Анхальт, пізніше округу Галле, Магдебург)
- «Тюринзька щоденна газета» (Thüringer Tageblatt) (Тюрингія, пізніше округу Ерфурт, Гера, Зуль)
- «Демократ» (Der Demokrat) (Мекленбург — Передня Померанія, пізніше округу Росток, Шверін, Нойбранденбург)
- «Бранденбурзький союз» (Märkische Union) (Бранденбург, пізніше округу Котбус, Потсдам, Франкфурт-на-Одері)

У 1989 році була створена молодіжна організація ХДС НДР - Християнсько-демократична молодь (Christlich-Demokratischen Jugend).
Міжнародне співробітництво — Коаліційна партія Фінляндії, Об'єднана народна партія в Польщі, Чехословацька народна партія.

## Голови партії
- 1945. Андреас Гермес
- 1946-1947 Якоб Кайзер
- 1948-1957 Отто Нушке
- 1958-1966 Серпень Бах
- 1966-1989 Геральд Геттінген
- 1989. Вольфганг Хейль
- 1989-1990 Лотар де Мезьєр